# Hermann Zurgeist
Hermann Zurgeist (* 1588; † 29. März 1651 in Osnabrück) war von 1620 bis 1651 Abt des Benediktinerklosters Liesborn.

## Leben
Ursprünglich könnte Hermann Zurgeist vom Hof Schulte Zurgeist in Sendenhorst abstammen. 1603 trat er in die Abtei Liesborn ein und legte 1604 sein Profess ab und ein Jahr später wurde er zum Priester geweiht. Von 1610 bis 1616 ist er dann als Beichtvater in Vinnenberg belegt. Am 1. April 1620 wurde er zum Liesborner Abt gewählt.
Trotz der Wirren des Dreißigjährigen Kriegs erzielte er Verbesserungen der Abtei: Er schützte sie vor dem Ruin und schaffte es, alle Bereiche zu stärken. Mehrmals wurde das Kloster in seiner Zeit als Abt ausgeraubt und Mönche wurden vertrieben, besonders durch Christian von Braunschweig-Wolfenbüttel, aber auch durch die Truppen des Kaisers. Die Niederländer, die Spanier und die Hessen plünderten das Kloster. Während der schlimmsten Zeit der Plünderungen ging Hermann Zurgeist ins Exil und überließ das Kloster dem Mönch Johannes Embsmann, der 1620 mit ihm zur Wahl des Abts stand und eine Milderung der Erpressungsforderung durch Christian von Braunschweig-Wolfenbüttel erwirken konnte.
Ab 1624 widmete sich Zurgeist dem Wiederaufbau des Klosters und der dazugehörigen Gebäude. Außerdem legte er den Grundstein eines neuen Abteigebäudes, das aber wegen häufiger Truppeneinfälle nicht fertig gestellt werden konnte. Außerdem schaffte er es, einen Großteil der Schulden des Klosters abzutragen.
Er starb auf einer Visitationsreise im Kloster Gertrudenberg bei Osnabrück am 29. März 1651, wo er bis zu seiner Überführung nach Liesborn 1670 seine Ruhestätte fand.